# Simplicitat voluntària

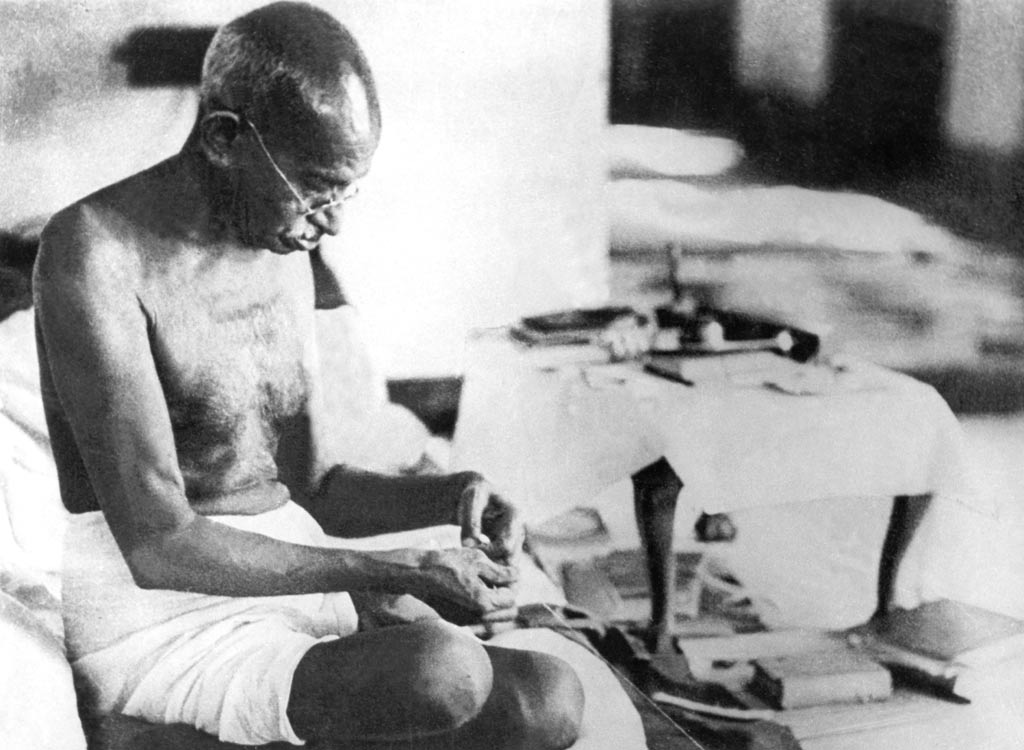
Mahatma Gandhi filant, el 1942. Gandhi va creure en una vida de simplicitat i autosuficiència.

La simplicitat voluntària o vida amb senzillesa o vida de simplicitat o pobresa voluntària engloba una sèrie d'hàbits de vida voluntaris que duen a simplificar l'estil de vida. Aquests poden incloure, per exemple, la reducció de les possessions pròpies, generalment conegudes com a minimalisme, o augmentant l'autosuficiència. La simplicitat voluntària es pot caracteritzar perquè els individus se satisfan amb allò que tenen. Encara que l'ascetisme generalment promou viure amb senzilles i abstenir-se del luxe, no tots els defensors de la simplicitat voluntària són ascetes. La vida amb senzillesa és diferent dels que viuen en la pobresa forçada, ja que es tracta d'una elecció de vida voluntària.
Els qui trien viure amb senzillesa ho fan per diversos motius personals, com l'espiritualitat, la salut, l'augment del temps de qualitat per estar en família o amb els amics, l'equilibri entre la vida laboral, el gust personal, la frugalitat o la reducció de l'estrès. La vida amb senzillesa també pot ser una reacció al materialisme i el consumisme. Alguns citen objectius sociopolítics alineats amb moviments anticonsumistes i contra la guerra, incloent moviments per la conservació, el decreixement, la justícia social o la resistència fiscal.